# Liudmila Liàdova
Liudmila Alekséievna Liàdova –rus: Людмила Алексеевна Лядова– (Sverdlovsk, 29 de març de 1925 – Moscou, 10 de març de 2021) fou una compositora, pianista i cantant soviètica i russa. Artista meritòria de l'RSFSR (30 de juliol de 1976), Artista del Poble de l'RSFSR (29 de desembre de 1984), premiada amb els Premis Estatals de l'URSS i la RSFSR. Guanyadora del Premi Lenin Komsomol. Guanyadora de festivals i competicions a tota la Unió Soviètica i d'àmbit internacional.

## Infància i joventut
Liudmila Liàdova va néixer a Sverdlovsk en una família de músics professionals. El seu pare era Aleksei Ivànovitx Liàdov, que va ser solista del Teatre de l'Òpera de Sverdlovsk (tenor), i després va treballar com a violinista en l'orquestra (a més del violí, tocava el saxòfon i la mandolina). Entre 1960 i 1970 va treballar com a director del cor de l'església de Sant Nicolau a la ciutat de Makiïvka. La seva mare era Iúlia Petrovna Liàdova (1902-1980), que cantava amb la Filharmònica de Sverdlovsk. Liudmila va rebre classes particulars de piano quan era una nena, i va estudiar amb Wanda von Bernhard. Als deu anys va ingressar a la secció infantil del Conservatori de Sverdlovsk.
A partir dels onze anys, Liudmila ja tocava les obres més complexes del repertori clàssic en festes escolars, al club on treballava la seva mare, i també participava en espectacles, festivals i competicions. Un gran esdeveniment per a ella fou la seva actuació amb l'orquestra dirigida per Mark Paverman en l'escenari de la Societat Filharmònica de Sverdlovsk. Llavors va tocar el concert de Mendelssohn, i un any després amb la mateixa orquestra va interpretar el famós Primer Concert de Txaikovski, composicions de Rakhmàninov i Liszt. Després d'acabar l'educació secundària, Liudmila es va inscriure al conservatori, on va rebre classes de piano de Berta Marants. Paral·lelament, va estudiar al departament de composició amb el professor Víktor Trambitski.

## Primers anys de carrera
Durant la Segona Guerra Mundial, Lyadova i la seva mare es van fer actives a les brigades de concerts que entretenien les tropes: allà Liudmila tocava i cantava cançons populars, en especial les de la seva cantant favorita, Lídia Ruslànova. El novembre de 1943, ja havia escrit una miniatura infantil sobre poemes d'Àgnia Bartó i Petrovski i altres obres, incloent una sonata per a piano. Va aparèixer a Moscou en un aparador per a joves talents i dos anys més tard va guanyar un premi a Moscou per un duet amb Nina Panteléieva. El duo va fer gires amb èxit èxit i va participar en espectacles de varietats i teatre d'estiu.
El 1947 va interpretar el tercer concert de Serguei Rakhmàninov en l'examen estatal del Conservatori amb l'Orquestra Simfònica Filharmònica. El 1948 es va graduar al Conservatori de Sverdlosk.

## Maduresa professional
Al febrer de 1951 Liàdova va ser admesa a la Unió de Compositors Soviètics i el seu potencial creatiu va créixer ràpidament, cosa que va provocar contradiccions en el duet amb Panteléieva, fins que aquest es va dissoldre el 1952. Llavors Liàdova va començar la seva carrera com a solista, i va cantar les seves pròpies cançons, i cançons d'altres compositors arranjades per ella i amb acompanyament de piano.
Lydmila Lyadova va escriure més de 800 cançons, tant grans melodies com romanços impregnats de lirisme subtil, però mai pessimistes o tristes. Les cançons més populars entre els soviètics foren "La vella marxa", rus: Старый марш Stari marx, "La cançó meravellosa", rus: Чудо-песенку Txudo-pessenku, "El tambor", rus: Барабан Baraban, "Ai-Lyuli", rus: Ай-люли, escrita per Tamara Miansàrova.
El primer intèrpret de Stari marx va ser Ióssif Kobzon; llavors la cançó va entrar al repertori de Iuri Bogàtikov. La cançó Baraban va sonar amb grans orquestres, interpretada per Eduard Khil. "Stari marx" i "Baraban" han estat interpretades per totes les bandes militars del país. El tema militar es reflecteix en altres cançons de Liudmila Liàdova.
El març de 1985 es va celebrar a Moscou la festa d'aniversari de Liudmila Liàdova, al Saló de les Columnes de la Casa dels sindicats.
Recentment, Liàdov continua la recerca creativa en les lletres de les cançons, escriu i interpreta romances, crea obres per al cor espiritual i marxes militars. Actua molt i es reuneix amb representants del públic. Liàdova esmerça molt del seu talent i energia a l'activitat pedagògica.
L'any 2000 es va estrenar la col·lecció de cançons infantils de Liudmila Liàdovoa "Potxemutxka", rus: Почемучка La compositora ha tractat constantment aquest tema. El seu món infantil és una illa musical alegre i sorprenentment pura habitada per nens, animals, ocells, papallones i joguines.
El 2005, el concert d'aniversari de Liudmila Liàdova va tenir lloc al Gran Saló del Conservatori de Moscou.
El 21 de maig de 2015, el concert d'aniversari de l'artista va tenir lloc a la Casa de l'emigrant rus Aleskandr Soljenitsin.
Des de 1993 era membre de la Fundació per la Pau de Rússia.
A l'hivern de 2017 va patir un accident cerebrovascular, així com una fractura de fèmur.

## Obres selectes

### Cançons
Les cançons de Ludmila Liàdov les han cantades Maria Bieşu, Iuri Bogatíkov Zara Dolukhànova, Liudmila Zikina, Ióssif Kobzon, Tamara Miansàrova, Ielena Obraztsova, Edita Piekha, Bela Rudenko, Gassim Khalílov, Ninel Tkatxenko, Valentina Tolkunova, Leonid Utióssov (Ona o nom petxàlitsia en ciríl·lic "Она о нём печалится"), Eduard Khil, Mikhaïl Txuev, Klàvdia Xuljenko (Kogda-nibud, Serdetxnaia pésnia, Jénsxina, en ciríl·lic «Когда-нибудь», «Сердечная песня», «Женщина»).

### Música instrumental
- Concert per a piano i orquestra en la menor (en diferents anys fou interpretat repetidament per l'autora, així com per altres pianistes tant a Rússia com a l'estranger).
- Kokossi, Skomoroixi pliaski i altres per a orquestra simfònica
- Tsiganskaia rapsodia (Rapsòdia zíngara) i Kontsertnaia polka ("Concert de polka") per a piano i orquestra.

### Música de cambra
- Sonata per a piano
- Peces per a violí i piano